# Cary (Somerset)
Cary – rzeka w południowej Anglii. Źródła ma w Castle Cary, następnie płynie w kierunku Somerton. Dalej bieg jest wyprostowany a po drodze dochodzą liczne kanały melioracyjne, aż do ujścia w Dunball.